# Goniothalamus euneurus
Goniothalamus euneurus este o specie de plante din genul Goniothalamus, familia Annonaceae, descrisă de Friedrich Anton Wilhelm Miquel. Conform Catalogue of Life specia Goniothalamus euneurus nu are subspecii cunoscute.